# Pterion
El pterion es el punto correspondiente con el extremo posterior de la sutura esfenoparietal.

## Ubicación
El pterion está situado aproximadamente 3 cm detrás y ligeramente por encima de la sutura frontocigomática.
Marca el punto de unión entre cuatro huesos:
- El hueso parietal
- La porción escamosa del hueso temporal
- El ala mayor del esfenoides
- El hueso frontal

## Significado clínico
El pterion se conoce como la parte más débil del cráneo. La división anterior de la arteria meníngea media se encuentra por debajo del pterion. Por consiguiente, un golpe traumático en el pterion puede romper la arteria meníngea media provocando un hematoma epidural. El pterion también puede fracturarse indirectamente por golpes en la parte superior o posterior de la cabeza que ejerzan la suficiente fuerza en el cráneo como para romper el pterion.

## Etimología
El pterion recibe su nombre de la raíz griega pteron, que significa ala. En la mitología griega, Hermes, el mensajero de los dioses, era capaz de volar gracias a unas sandalias con alas y a alas a los lados de su cabeza, que salían a la altura del pterion.